# セドリック・トイヒャート
セドリック・トイヒャート（Cedric Teuchert, 1997年1月14日 - ）はドイツ・バイエルン州コーブルク出身のサッカー選手。セントルイス・シティSC所属。ポジションはフォワード。

## 経歴
2014年、17歳で1.FCニュルンベルクのトップチームデビューを果たす。
2018年1月3日、FCシャルケ04に3年半契約で移籍。移籍金は100万ユーロで、活躍によってはもう100ユーロがニュルンベルクに支払われる。
2019-20シーズンはハノーファー96でプレー。2020年8月1日に1.FCウニオン・ベルリンに移籍した。
2022年1月2日、ハノーファーに復帰した。
2024年5月28日、セントルイス・シティSCに移籍した。